# Sven Odén
För statistikern, se Sven Alfred Odén.
Sven Ludvig Alexander Odén, född 6 april 1887 i Norrköping, död 16 januari 1934 i Uppsala, var en svensk kemist och markvetare.
Odén disputerade för The Svedberg i Uppsala 1913, och var professor i oorganisk kemi vid Tekniska högskolan i Stockholm 1920-1925. 1925 rekryterades han som föreståndare för lantbrukskemiska avdelningen vid Centralanstalten för försöksväsendet på jordbruksområdet. Han kom också att tillsammans med bland andra Sante Mattson bygga upp forskningen och undervisningen i ämnet marklära vid den nya Lantbrukshögskolan i Uppsala (numera Sveriges lantbruksuniversitet). Han invaldes 1924 i Lantbruksakademien.
Odén var en internationellt framstående kolloidkemist. Hans doktorsavhandling om svavelkolloider var banbrytande. Efter disputationen intresserade han sig särskilt för humusämnen, och hur dessa skulle karakteriseras. Han konstruerade dessutom vågar samt apparatur för sedimentationsanalys, som kunde användas för att bestämma kornstorleksfördelningen i jord.
Sven Odén tilldelades 1929 Oscar Carlson-medaljen.
Han var far till Birgitta Odén, Svante Odén och Angelica von Hofsten. Sven Odén är begravd på Uppsala gamla kyrkogård.